# رمون باسه
رمون باسه (فرانسوی: Raymond Basset‎; ۱ ژانویهٔ ۱۸۸۳ – نامشخص) ورزشکار طناب‌کشی اهل فرانسه بود.